# Nessonvaux
Nessonvaux is een plaats en deelgemeente van de Belgische gemeente Trooz. Nessonvaux ligt aan de Vesder in de provincie Luik en was tot 1 januari 1977 een zelfstandige gemeente.

## Geschiedenis
Nessonvaux behoorde tot het Prinsbisdom Luik, en wel tot de voogdij van Fléron.

### Industrie
Vanaf omstreeks 1500 ontwikkelde het dorp zich om een smederij, het Cour Monville. In de 19e eeuw kwam er industrie in Nessonvaux. Een arme emigrantenfamilie uit de Verenigde Staten, de familie Riga, vestigde zich er en had enkele geweerlopen in damaststaal bij zich. Deze werden sindsdien in groten getale te Nessonvaux vervaardigd voor de Amerikaanse Burgeroorlog (1861-1865). Vrijwel alle watermolens in de buurt, die tot dan graan maalden, werden omgebouwd ten behoeve van de fabricage van de geweerlopen. Er kwamen fabrieken met smeedhamers en daarnaast verrezen tal van kleine smederijen.
Een andere industrie betrof de wolspinnerij. Ook was van 1904 tot 1958 de automobielfabriek Imperia in Nessonvaux gevestigd.

### Kerkelijk
Nessonvaux behoorde oorspronkelijk tot de parochie Olne, en in 1670 kwam een aan Sint-Petrus gewijde kapel, in de buurtschap Froidheid, gereed, die ondergeschikt was aan voornoemde parochie. In 1842 werd deze verheven tot parochiekerk.
In Nessonvaux bevindt zich ook het Protestants Centrum van Nessonvaux, een soort jeugdherberg.

## Demografische ontwikkeling
- Bronnen:NIS, Opm:1831 tot en met 1970=volkstellingen, 1976= inwoneraantal op 31 december

## Bezienswaardigheden
- Sint-Pieterskerk met pastorie van 1691
- Château de Banneux, gebouwd in 1912 naar een ontwerp van Charles-Auguste Vivroux
- Watermolens:
  - Moulin Lochet
  - Moulin du Ry de Vaux
  - Hydrolec Denis

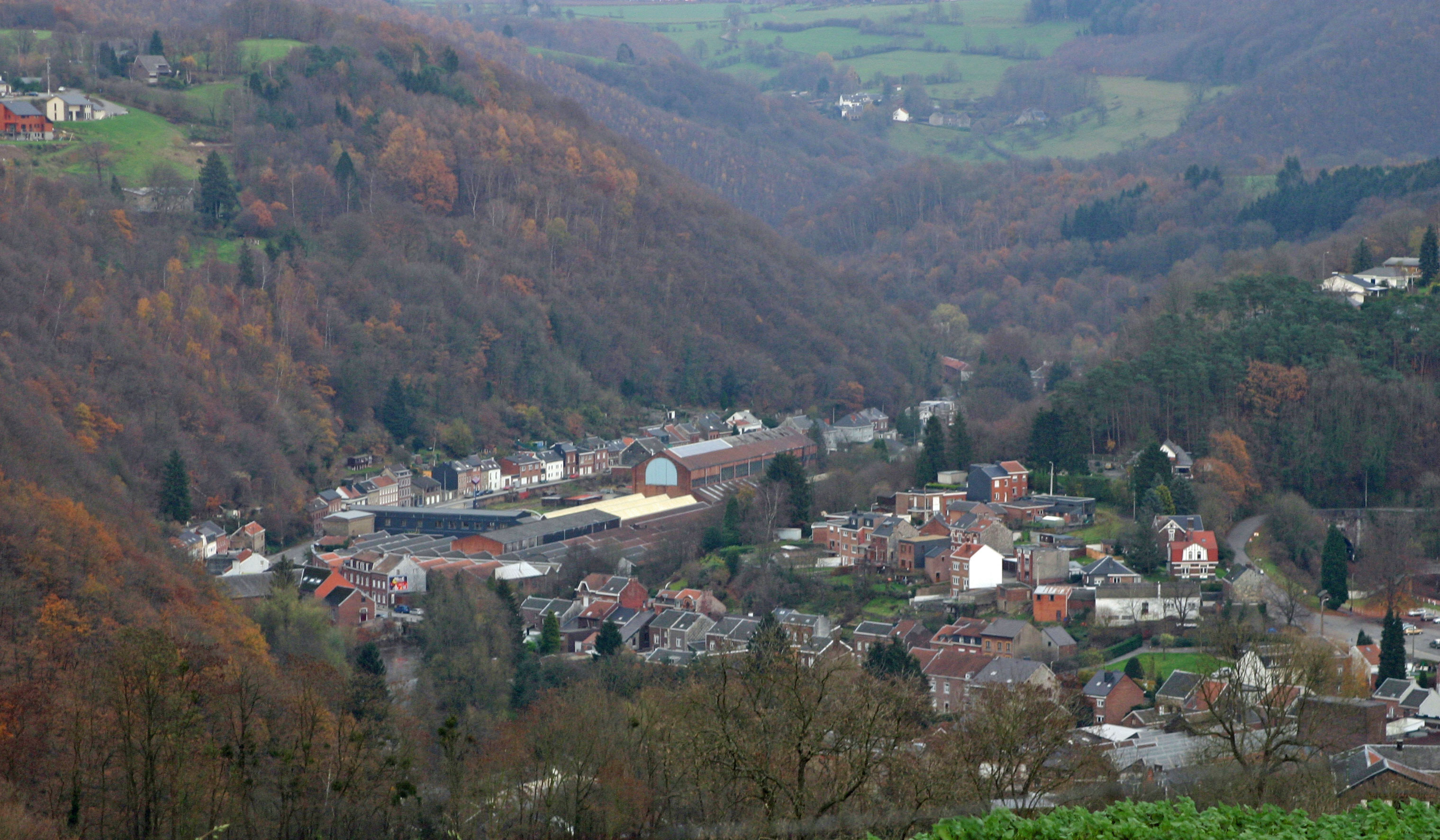
Gezicht op Nessonvaux
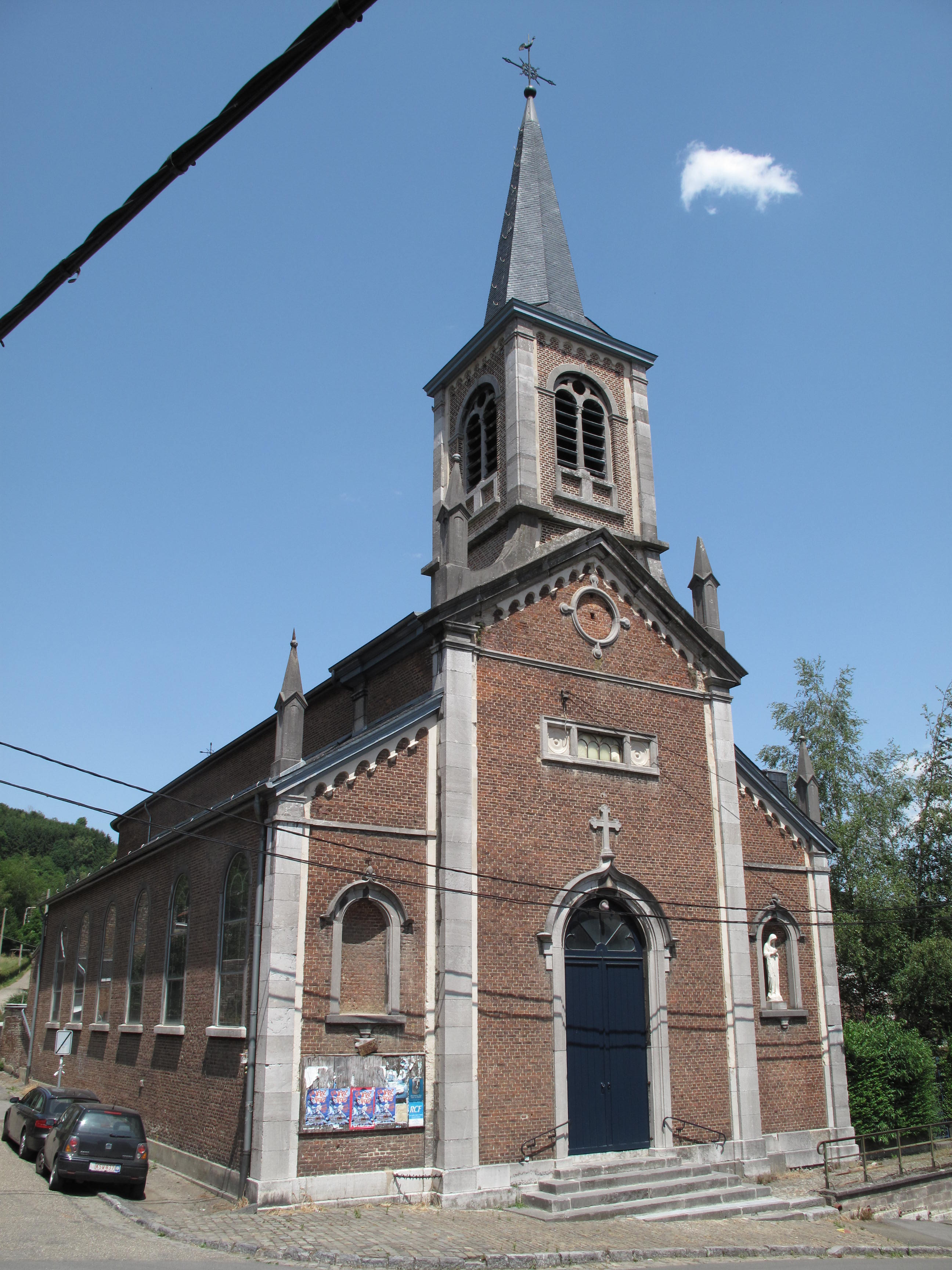
Sint-Pieterskerk
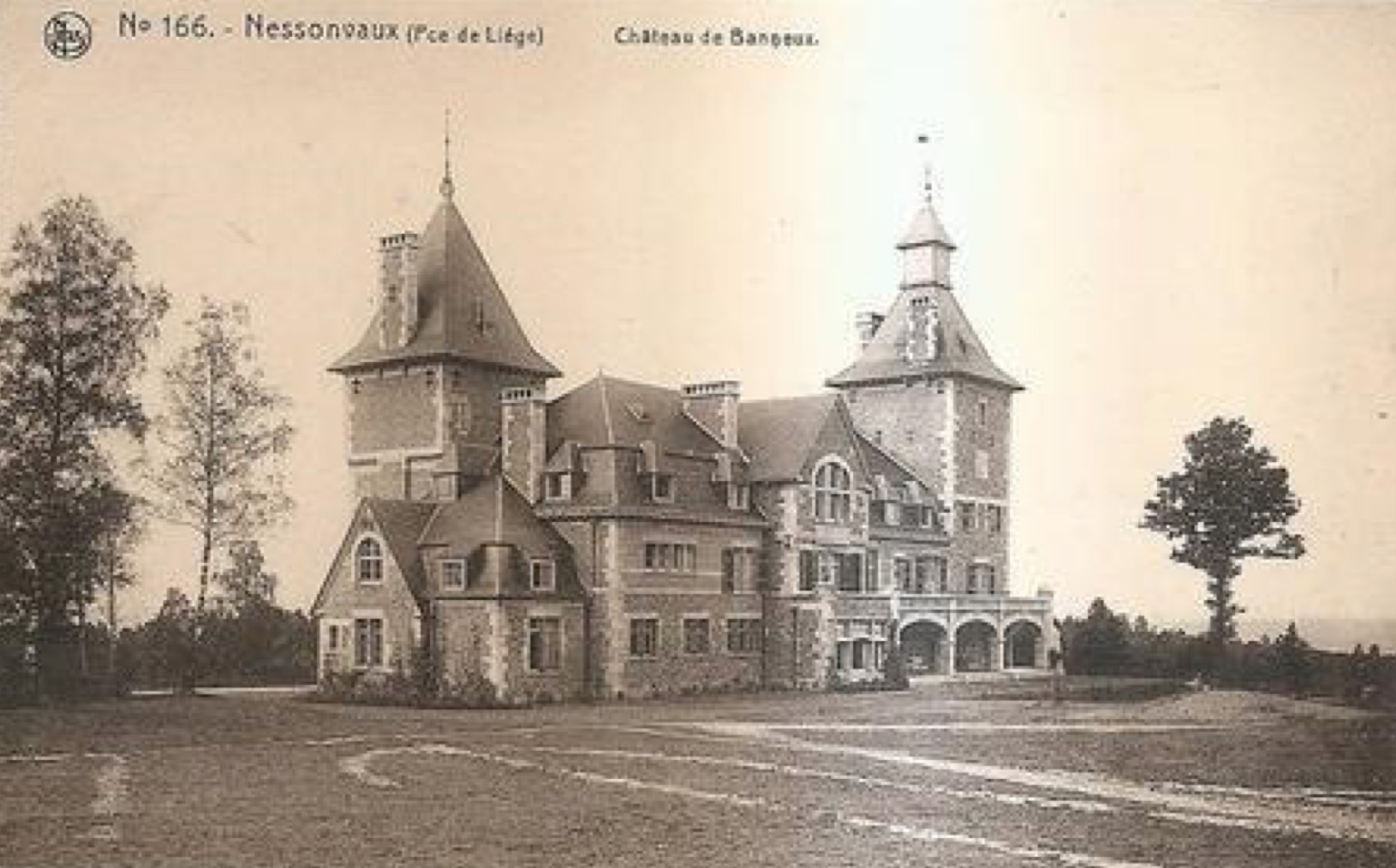
Château de Banneux
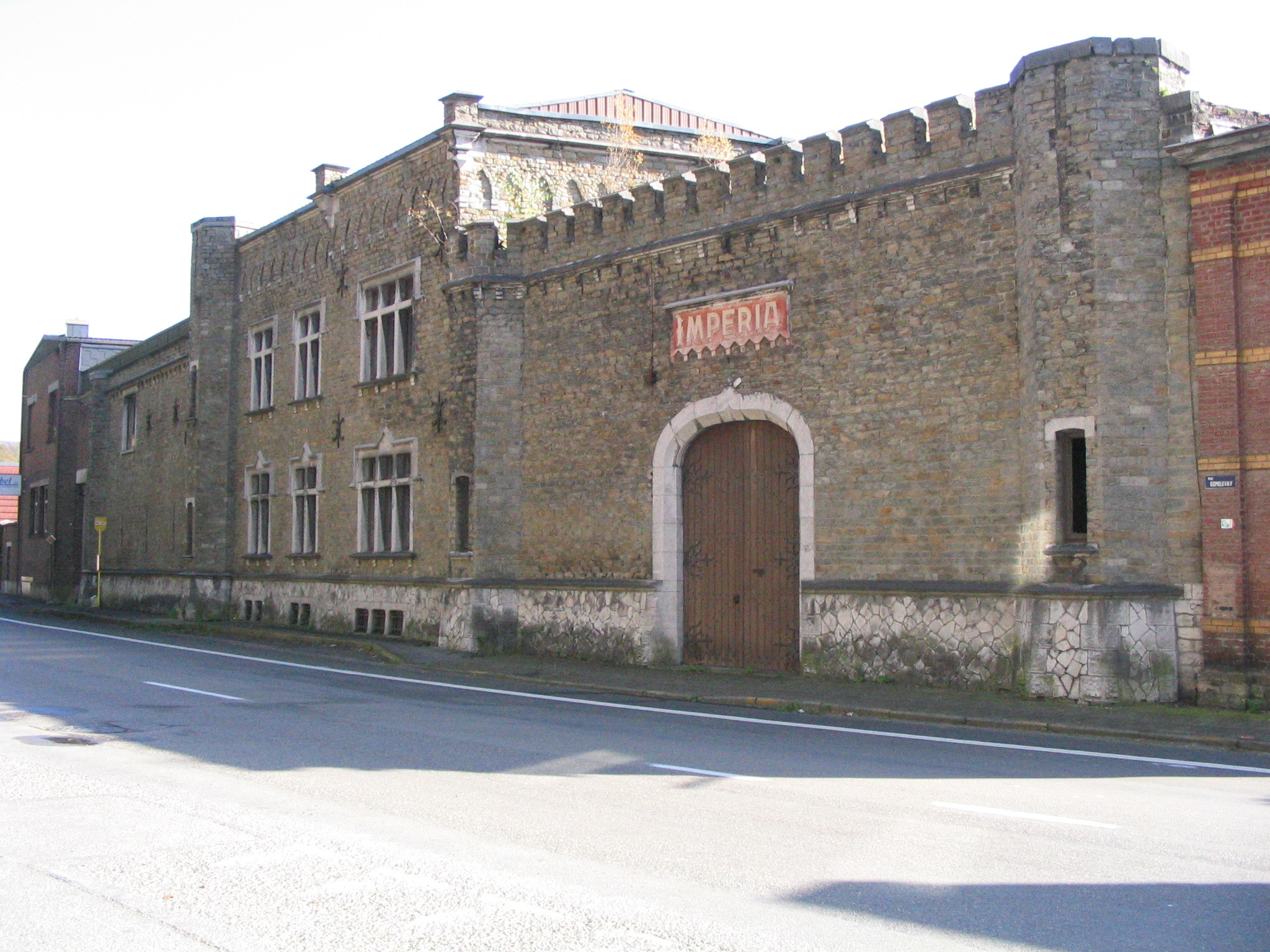
Poort van de Imperia automobielfabriek

## Natuur en landschap
Nessonvaux ligt aan de Vesder en wel daar waar de Vaux (ook: Ry de Vaux) vanuit het Plateau van Herve in de Vesder uitmondt. De hellingen van het dal van de Vesder zijn steil en bebost.

## Verkeer
Nessonvaux ligt aan Spoorlijn 37, die hier een station en een tunnel heeft. Ook ligt het aan de N61 naar Luik en Verviers, en de N604 door het dal van de Vaux naar Visé.

## Personen
- Mathieu van Roggen jr., bestuurder van Imperia en zoon van Mathieu van Roggen uit Sprimont

## Nabijgelegen kernen
Fraipont, Olne, Goffontaine, Banneux